# Franco Gozzi
Franco Gozzi (ur. 29 listopada 1932 roku w Modenie, zm. 23 kwietnia 2013 tamże) – włoski sekretarz, dyrektor sportowy, rzecznik prasowy, szef ds komunikacji, asystent i konsultant Ferrari oraz Scuderia Ferrari.

## Życiorys
Franco Gozzi był synem Gabrielli i Antoniego, ukończył kierunek prawa, chciał zostać notariuszem. Po poleceniu go przez ojca, Enzo Ferrari przyjął go na miejsce urzędnika w Banco San Geminiano e San Prospero. W 1960 roku otrzymał Doctor honoris causa (honorowy stopień naukowy nadawany przez uczelnie osobom szczególnie zasłużonym dla nauki i kultury). 20 sierpnia 1960 roku rozpoczął pracę jako asystent kierownika ds sprzedaży w Ferrari. W 1962 roku awansował na stanowisko rzecznika prasowego w Scuderia Ferrari, był odpowiedzialny za stosunki zewnętrzne i konsultacje redakcyjne. W 1969 i w drugiej połowie 1970 roku był dyrektorem sportowym. Był również szefem do spraw komunikacji. Przez wiele lat pracował z Piero Ferrarim. Występował w publicznych wystąpieniach z Ferrari. Po odejściu na emeryturę był asystentem, w latach 1993–1996 był konsultantem zespołu.
Napisał książkę Ciao Franco Gozzi, l'uomo alla destra del Drake.

## Życie prywatne
Gozzi był jednym z najbliższych doradców, a także był zaufanym człowiekiem Enzo Ferrariego. Był miły, kulturalny, zawsze gotowy do złagodzenia napięć w żartobliwy sposób. Dobrze znał języki obce.